# اووه کلیماشفسکی
اووه کلیماشفسکی (انگلیسی: Uwe Klimaschefski؛ زادهٔ ۱۱ دسامبر ۱۹۳۸) بازیکن فوتبال اهل آلمان است.
از باشگاه‌هایی که در آن بازی کرده‌است می‌توان به باشگاه فوتبال هرتابرلین، باشگاه فوتبال بایر ۰۴ لورکوزن، و باشگاه فوتبال کایزرسلاوترن اشاره کرد.